# Al Christie
Al Christie, nato Alfred Ernest Christie, (London, 24 novembre 1881 – Hollywood, 14 aprile 1951), è stato un regista, sceneggiatore e produttore cinematografico canadese.
Cineasta molto prolifico, lavorò a Hollywood.

## Biografia

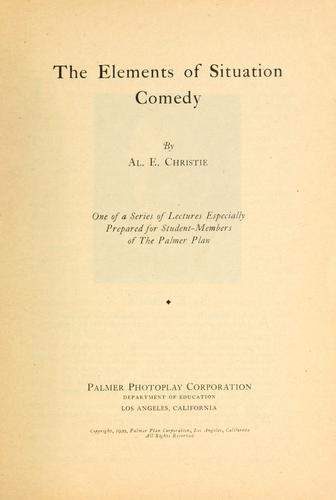
Commedia di Al Christie, The Elements of Situation

Nato nell'Ontario, si trasferì negli Stati Uniti. Lavorando nel cinema, entrò a far parte della numerosa colonia di cineasti canadesi che all'epoca del primo cinema muto visse a Hollywood. Tra questi, nomi famosi come quelli di Mary Pickford, attori e registi attirati in California dalla nuova industria che si stava sviluppando. Al Christie cominciò la sua carriera nel 1909 lavorando per la casa di produzione Nestor di David Horsley.
Da regista, diresse 442 pellicole; ne sceneggiò 173.

## Premi e riconoscimenti
Per il suo contributo all'industria cinematografica, gli è stata assegnata una stella nella Hollywood Walk of Fame al 6771 di Hollywood Boulevard.

## Filmografia
La filmografia è parziale. Di seguito sono elencati i film girati da Al Christie secondo la filmografia IMDb.

### Regista

#### 1913
- Cupid's Assistants (1913)
- When a Man Marries (1913)
- When Father Was Kidnapped (1913)
- The Country Cousin (1913)
- Her Hero's Predicament (1913)
- On Cupid's Highway (1913)
- A Mix-Up in Bandits (1913)
- The Knight of Her Dreams (1913)
- Professional Jealousy (1913)
- To the Brave Belong the Fair (1913)
- He and Himself (1913)
- Four Queens and a Jack (1913)
- When His Courage Failed (1913)
- The Tale of a Hat (1913)
- Their Lucky Day (1913)
- His Friend, the Undertaker (1913)
- The Girls and Dad (1913)
- Almost a Rescue (1913)
- Hawkeye to the Rescue (1913)
- When Cupid Won (1913)
- Some Runner (1913)
- Weighed in the Balance (1913)
- Cupid's Bad Aim (1913)
- The Trail of the Serpent - cortometraggio (1913)
- Won by a Skirt (1913)
- The Girl Ranchers (1913)
- The Battle of Bull Con (1913)
- His Crazy Job (1913)
- Their Two Kids (1913)
- Under Western Skies (1913)
- What the Wild Waves Did (1913)
- Hawkeye's Great Capture (1913)
- A Man of the People (1913)
- Curses! Said the Villain (1913)
- Western Hearts (1913)
- His Wife's Burglar (1913)
- Love, Luck and a Paint Brush (1913)
- The Golden Princess Mine (1913)
- An Elephant on His Hands (1913)
- When He Lost to Win (1913)
- Locked Out at Twelve (1913)
- Her Friend, the Butler (1913)
- A Woman's Way (1913)
- Teaching Dad a Lesson
- A Tale of the West (1913)

#### 1914
- And the Villain Still Pursued Her (1914)
- Cupid's Close Shave (1914)
- Snobbery
- Twixt Love and Flour
- His Royal Pants
- Scooped by a Hencoop
- One of the Finest (1914)
- She Was Only a Working Girl (1914)
- What a Baby Did (1914)
- Those Persistent Old Maids (1914)
- The Wrong Miss Wright (1914)
- Such a Villain (1914)
- Her Moonshine Lover (1914)
- When the Girls Joined the Force (1914)
- Their Honeymoon (1914)
- His Strenuous Honeymoon (1914)
- Could You Blame Her (1914)
- Captain Bill's Warm Reception (1914)
- Sophie of the Films#1 (1914)
- Sophie of the Films#2 (1914)
- Sophie of the Films#3 (1914)
- Sophie of the Films#4 (1914)
- Those College Days (1914)
- When Eddie Went to the Front (1914)
- All at Sea (1914)
- Detective Dan Cupid
- On Rugged Shores (1914)
- A Lucky Deception (1914)
- A Baby Did It
- Feeding the Kitty (1914)
- A Troublesome Wink (1914)
- He Never Said a Word (1914)
- Way of Life (1914)
- The Way of Life (1914)
- Cupid Pulls a Tooth (1914)
- When Bess Got in Wrong
- Those Were the Happy Days (1914)
- When the Girls Were Shanghaied (1914)
- When Their Brides Got Mixed (1914)
- In Taxi 23 (1914)
- When Lizzie Got Her Polish
- Their Ups and Downs (1914)
- Who Stole the Bridegroom?

#### 1915
- For the Good of the Cause - (con il nome Al E. Christie) (1915)
- When His Lordship Proposed - (con il nome Al E. Christie) (1915)
- A Maid by Proxy - (con il nome Al E. Christie) (1915)
- When the Mummy Cried for Help - (con il nome Al E. Christie) co-regia di Horace Davey (1915)
- When Cupid Caught a Thief - (con il nome Al E. Christie) (1915)
- When the Deacon Swore - (con il nome Al E. Christie) (1915)
- When Eddie Took a Bath (1915)
- Jed's Little Elopement (1915)
- All Aboard (1915)
- It Might Have Been Serious - (con il nome Al E. Christie) (1915)
- How Doctor Cupid Won Out (1915)
- His Wife's Husband - (con il nome Al E. Christie) (1915)
- Down on the Farm - (con il nome Al E. Christie) (1915)
- It Happened on Friday - (con il nome Al E. Christie) (1915)
- The Baby's Fault - (con il nome Al E. Christie) (1915)
- A Mixed Up Elopement - (con il nome Al E. Christie) (1915)
- All in the Same Boat (1915)
- Eddie's Awful Predicament - (con il nome Al E. Christie) (1915)
- Two Hearts and a Ship (1915)
- His Nobs the Duke - (con il nome Al E. Christie) (1915)
- Almost a King (1915)
- Caught by a Thread - (con il nome Al E. Christie) (1915)
- Following Father's Footsteps - (con il nome Al E. Christie) (1915)
- When Cupid Crossed the Bay - (con il nome Al E. Christie) (1915)
- They Were Heroes - (con il nome Al E. Christie) (1915)
- When Her Idol Fell (1915)
- With Father's Help - (con il nome Al E. Christie) (1915)
- Too Many Crooks - (con il nome Al E. Christie) (1915)
- When They Were Co-Eds (1915)
- Their Friend, the Burglar - (con il nome Al E. Christie) (1915)
- The Downfall of Potts - (con il nome Al E. Christie) (1915)
- A Peach and a Pair (1915)
- When the Spirits Moved (1915)
- Lizzie Breaks Into the Harem (1915)
- Her Rustic Hero (1915)
- Behind the Screen - (con il nome Al E. Christie) (1915)
- Little Egypt Malone (1915)
- Lost: Three Teeth (1915)
- Tony, the Wop (1915)
- Mrs. Plum's Pudding - (con il nome Al E. Christie) (1915)
- His Egyptian Affinity (1915)
- Lizzie and the Beauty Contest (1915)
- Their Happy Honeymoon (1915)
- Too Many Smiths (1915)
- When Lizzie Went to Sea (1915)
- Snatched from the Altar - (con il nome Al E. Christie) (1915)
- Eddie's Little Love Affair (1915)
- Some Fixer (1915)
- Almost a Knockout - (con il nome Al E. Christie) (1915)
- An Heiress for Two - (con il nome Al E. Christie) (1915)
- Wanted: A Leading Lady (1915)
- Their Quiet Honeymoon - (con il nome Al E. Christie) (1915)
- Where the Heather Blooms  - (con il nome Al E. Christie) (1915)
- Love and a Savage (1915)
- Some Chaperone - (con il nome Al E. Christie) (1915)

#### 1916
- Jed's Trip to the Fair - (con il nome Al E. Christie) (1916)
- Mingling Spirits - (con il nome Al E. Christie) (1916)
- When Aunt Matilda Fell - (con il nome Al E. Christie) (1916)
- A Quiet Supper for Four - (con il nome Al E. Christie) (1916)
- When the Losers Won - (con il nome Al E. Christie) (1916)
- Her Friend, the Doctor - (con il nome Al E. Christie) (1916)
- Cupid Trims His Lordship - (con il nome Al E. Christie) (1916)
- When Lizzie Disappeared - (con il nome Al E. Christie) (1916)
- The Deacon's Waterloo - (con il nome Al E. Christie) (1916)
- Love and Vaccination - (con il nome Al E. Christie) (1916)
- A Friend, But a Star Boarder - (con il nome Al E. Christie) (1916)
- The Janitor's Busy Day - (con il nome Al E. Christie) (1916)
- He Almost Eloped - (con il nome Al E. Christie) (1916)
- How Times Do Change - (con il nome Al E. Christie) (1916)
- Leap Year Tangle - (con il nome Al E. Christie) (1916)
- Some Honeymoon - (con il nome Al E. Christie) (1916)
- Eddie's Night Out - (con il nome Al E. Christie) (1916)
- Lem's College Career - (con il nome Al E. Christie) (1916)
- Potts Bungles Again - (con il nome Al E. Christie) (1916)
- Never Lie to Your Wife (1916)
- He's a Devil - (con il nome Al E. Christie) (1916)
- Her Celluloid Hero - (con il nome Al E. Christie)   (1916)
- All Over a Stocking - (con il nome Al E. Christie)   (1916)
- Never Again Eddie! - (con il nome Al E. Christie)   (1916)
- Wanted: A Husband (1916)
- What Could the Poor Girl Do? (1916)
- Double Crossing the Dean - (con il nome Al E. Christie)  (1916)
- Henry's Little Kid - (con il nome Al E. Christie)  (1916)
- Seminary Scandal (1916)
- By the Sad Sea Waves - (con il nome Al E. Christie)  (1916)
- His Wedding Night - (con il nome Al E. Christie) (1916)
- He Wouldn't Tip - (con il nome Al E. Christie) (1916)
- His Friend, the Elephant - (con il nome Al E. Christie) (1916)
- Tramp, Tramp, Tramp - (con il nome Al E. Christie) (1916)
- Miss Billie Buttons (1916)
- Hist! At Six O'Clock (1916)
- Her Husband's Wife - (con il nome Al E. Christie) (1916)

#### 1917
- His Model Wife (1917)
- Her Crooked Career (con il nome Al E. Christie)  (1917)
- Black Hands and Soapsuds  (con il nome Al E. Christie)  (1917)
- Her Friend, the Chauffeur (1917)
- A Gay Deceiver (con il nome Al E. Christie)  (1917)
- Small Change (1917)
- Bride and Gloom (con il nome Al E. Christie)  (1917)
- Hubby's Night Out (1917)
- Out for the Coin (1917)
- As Luck Would Have It (con il nome Al E. Christie)  (1917)
- Sauce for the Goose (1917)
- In Again, Out Again (con il nome Al E. Christie)  (1917)
- Suspended Sentence (1917)
- Clothes and the Man (con il nome Al E. Christie)  (1917)
- Practice What You Preach (1917)
- With the Mummies' Help (con il nome Al E. Christie)  (1917)
- The Magic Maid (1917)
- The Milky Way (1917)
- His Last Pill (1917)
- Father Was Right (con il nome Al E. Christie)  (1917)
- Those Wedding Bells (con il nome Al E. Christie)  (1917)
- Who's Looney Now? (1917)
- A Lucky Slip (1917)
- Almost a Scandal (con il nome Al E. Christie)  (1917)
- A Bold, Bad Knight (1917)
- Five Little Widows (1917)
- The Fourteenth Man (con il nome Al E. Christie)  (1917)
- He Fell on the Beach (1917)
- Down by the Sea (1917)
- Skirts - cortometraggio (1917)
- Won in a Cabaret (con il nome Al E. Christie)  (1917)
- The Honeymooners (1917)
- Her Merry Mix-Up (con il nome Al E. Christie)  (1917)
- Crazy by Proxy (con il nome Al E. Christie)  (1917)
- Green Eyes and Bullets (con il nome Al E. Christie)  (1917)
- Hearts and Clubs (1917)
- Betty's Big Idea (con il nome Al E. Christie)  (1917)
- Almost a Bigamist (con il nome Al E. Christie)  (1917)
- Love and Locksmiths (1917)
- Local Color (1917)
- More Haste, Less Speed (1917)
- Stepping Out (1917)
- Nearly a Papa (1917)
- Almost Divorced (con il nome Al E. Christie)  (1917)
- Their Seaside Tangle (con il nome Al E. Christie)  (1917)
- Help! Help! Police! (con il nome Al E. Christie)  (1917)
- One Good Turn (1917)
- Thirty Days (con il nome Al E. Christie)  (1917)
- Cupid's Camouflage (con il nome Al E. Christie)  (1917)

#### 1918
- Five to Five (con il nome Al E. Christie) (1918)
- Busted Hearts and Buttermilk (con il nome Al E. Christie) (1918)
- Many a Slip  (1918)
- Mum's the Word (1918)
- Whose Wife? (con il nome Al E. Christie) (1918)
- The House That Jack Built (1918)
- In the Dark (1918)
- The Night of His Life (1918)
- Circumstantial Evidence (con il nome Al E. Christie) (1918)
- Here Comes the Groom (1918)
- Somebody's Baby (1918)
- Betty's Adventure (con il nome Al E. Christie) (1918)
- In and Out (1918)
- By Orange Aid (con il nome Al E. Christie) (1918)
- Love and a Gold Brick (1918)
- Never Surprise Your Wife (1918)
- Their Breezy Affair (con il nome Al E. Christie) (1918)
- All Dressed Up (con il nome Al E. Christie) (1918)
- Some Romeo (1918)
- War Gardens (con il nome Al E. Christie) (1918)
- Kids (1918)
- Efficiency (con il nome Al E. Christie) (1918)
- Know Your Neighbor (1918)
- Just Like Dad (1918)
- This Way Out (con il nome Al E. Christie) (1918)
- Does Your Sweetheart Flirt?  (con il nome Al E. Christie) (1918)
- Some Cave Man (1918)
- Are Second Marriages Happy? (con il nome Al E. Christie) (1918)
- Marriage by Proxy (1918)
- Look Who's Here (1918)
- Oh, Bobby! How Could You! (1918)
- Why Get a Divorce? (con il nome Al E. Christie) (1918)
- Don't Believe Everything (con il nome Al E. Christie) (1918)
- Why Husbands Flirt (con il nome Al E. Christie) (1918)
- Just Plain Folks (1918)
- Two's Company (con il nome Al E. Christie) (1918)
- All Mixed Up (con il nome Al E. Christie) (1918)
- Johnnie, Go Get 'Em (1918)
- Peggy Mixes In (1918)
- Pearls and a Peach (1918)
- Know Thy Wife (con il nome Al E. Christie) (1918)

#### 1919
- Five Hundred or Bust  - (con il nome Al E. Christie) (1919)
- Oh, Baby! (1919)
- Good Gracious, Bobby  - (con il nome Al E. Christie) (1919)
- You Couldn't Blame Her - (con il nome Al E. Christie) (1919)
- Apartment 23 - (con il nome Al E. Christie) (1919)
- Salvation Sue (1919)
- Four of a Kind - (con il nome Al E. Christie) (1919)
- Welcome Home - (con il nome Al E. Christie) (1919)
- Oh, What a Night! (1919)
- Hard Luck (1919)
- Lost: A Bridegroom (1919)
- Stop, Look and Listen (1919)
- Marrying Molly (1919)
- Sally's Blighted Career - (con il nome Al E. Christie) (1919)
- Too Many Wives - (con il nome Al E. Christie) (1919)
- Rowdy Ann - (con il nome Al E. Christie) (1919)
- Tell Your Wife Everything - (con il nome Al E. Christie) (1919)
- There Goes the Groom - (con il nome Al E. Christie) (1919)
- Can Wives Be Trusted? - (con il nome Al E. Christie) (1919)
- A Full House - (con il nome Al E. Christie) (1919)
- A Cheerful Liar - (con il nome Al E. Christie) (1919)
- Lobster Dressing (1919)
- Anybody's Widow - (con il nome Al E. Christie) (1919)
- Love in a Hurry (1919)
- A Flirt There Was - (con il nome Al E. Christie) (1919)
- Oh, My Dear! (1919)
- Shades of Shakespeare (1919)
- Mary Moves In - (con il nome Al E. Christie) (1919)
- His Master's Voice (1919)
- Cupid's Hold-Up - (con il nome Al E. Christie) (1919)
- Reno: All Change! (1919)
- Home Brew (1919)
- Her Bear Escape (1919)
- Wild and Western - (con il nome Al E. Christie) (1919)
- Bride and Gloomy - (con il nome Al E. Christie) (1919)
- A Roman Scandal
- Two A.M.  - (con il nome Al E. Christie) (1919)
- He Married His Wife
- Bobby's Baby  - (con il nome Al E. Christie) (1919)
- Go West, Young Woman  - (con il nome Al E. Christie) (1919)

#### 1920
- Should Husbands Dance - (con il nome Al E. Christie) (1920)
- Marry Me (1920)
- Kidnapping Caroline (1920)
- Her Bridal Night-Mare (1920)
- Settled Out of Court (1920)
- Monkey Shines (1920)
- Kids and Kidlets (1920)
- Fair But False - (con il nome Al E. Christie) (1920)
- Nearly Newlyweds (1920)
- Are Brides Happy? - (con il nome Al E. Christie) (1920)
- Her Perfect Husband (1920)
- Kiss Me, Caroline (1920)
- So Long Letty (1920)
- Wedding Blues (1920)
- Ain't Love Grand? (1920)

#### 1921
- Man vs. Woman (1921)
- Scrappily Married (1921)
- The Reckless Sex (1921)
- See My Lawyer (1921)
- Dummy Love - (con il nome Al E. Christie) (1921)
- Sneakers
- Nothing Like It (1921)
- In for Life (1921)
- Kiss and Make Up (1921)

#### 1922
- A Barnyard Cavalier - (con il nome Al E. Christie) (1922)
- 'Twas Ever Thus - (con il nome Al E. Christie) (1922)
- Fair Enough - (con il nome Al E. Christie) (1922)
- Cold Feet - (con il nome Al E. Christie) (1922)
- The Son of Sheik
- Let 'Er Run (1922)
- Choose Your Weapons (1922)
- The Chased Bride (1922)

#### 1923
- Be Yourself - (con il nome Al E. Christie) (1923)
- A Hula Honeymoon (1923)

- Winter Has Come - (con il nome Al E. Christie) (1923)
- A Perfect 36 (1923)

#### 1924
- Ride 'Em Cowboy (1924)

- Busy Buddies (1924)

#### 1925/1927
- Hot Doggie (1925)

- Meet the Folks (1927)

#### 1930/1931
- Charley's Aunt (1930)

- For the Love of Fanny (1931)

#### 1932/1933
- That Rascal (1932)
- He's a Honey (1932)

- Hollywood Runaround (1932)
- Static (1933)

#### 1934
- The Wrong Bottle (1934)
- Mr. Widget (1934)
- The Inventors (1934)
- Going Spanish (1934)
- Hotel Anchovy - non accreditato (1934)
- Second Hand Husband (1934)
- Gentlemen of the Bar (1934)

#### 1935
- The Song Plugger (1935)
- Moon Over Manhattan - non confermato (1935)
- Object Not Matrimony - non confermato (1935)
- Grooms in Gloom (1935)
- Love in a Hurry (1935)
- Friendly Spirits (1935)
- Time Out - non confermato (1935)
- The Light Fantastic - non confermato (1935)
- The Magic Word - non confermato (1935)
- Dame Shy - non confermato (1935)
- The Amateur Husband - non confermato (1935)
- Stylish Stouts - non confermato (1935)
- Penny Wise - non confermato (1935)
- Kiss the Bride - non confermato (1935)
- Rhythm of Paree - non confermato (1935)
- Moonlight and Melody (1935)
- He's a Prince - non confermato (1935)
- One Big Happy Family - non confermato (1935)
- Perfect Thirty-Sixes - non confermato (1935)

#### 1936
- Mixed Policies (1936)
- Beware of Blondes (1936)
- Giv'im Air (1936)
- The White Hope (1936)
- Triple Trouble (1936)
- Fresh from the Fleet (1936)
- Home on the Range (1936)
- Parked in Paree - non confermato (1936)
- Gags and Gals (1936)
- Pink Lemonade - non confermato (1936)
- Whose Baby Are You? - non confermato (1936)
- Il chimico (The Chemist) (1936)
- Gifts in Rhythm (1936)
- Spring Is Here (1936)

#### 1937
- High-C Honeymoon (1937)
- Fun's Fun (1937)
- Pixilated (1937)
- Comic Artist's Home Life (1937)
- Melody Girl (1937)
- Love in Arms (1937)
- Girls Ahoy - non confermato (1937)
- The Affairs of Pierre - non confermato (1937)
- Slacks Appeal - non confermato (1937)
- Montague the Magnificent (1937)
- Going, Going, Gone! (1937)
- Silly Night (1937)
- Who's Who (1937)
- Playboy Number One (1937)
- Koo Koo Korrespondance Skool (1937)
- How to Dance the Shag (1937)
- Dime a Dance (1937)

#### 1938
- Birth of a Baby (1938)
- Air Parade (1938)
- The Miss They Missed (1938)
- Wanna Be a Model? (1938)
- Sing for Sweetie (1938)
- Cute Crime (1938)
- Pardon My Accident (1938)

#### Anni quaranta
- Half a Sinner (1940)
- Hands of Destiny (1941)
- Bob's Busy Day (1942)

### Film o documentari dove appare Al Christie
- The Great Universal Mystery - sé stesso (1914)
- Behind the Screen, regia di Al Christie - sé stesso (1915)
- Emozioni e risate - sé stesso (filmati d'archivio) (1961)
- Slaphappy - sé stesso (2001)

### Sceneggiatore
- Wanted: A Leading Lady, regia di Al Christie (1915)
- Cupid Trims His Lordship, regia di Al Christie (1915)
- A Quiet Supper for Four, regia di Al Christie  (1916)
- Good Night, Nurse, regia di Horace Davey (1916)
- In Again, Out Again, regia di Al Christie (1917)
- Almost Divorced, regia di Al E. Christie (1917)

### Produttore
- All in the Same Boat, regia di Al E. Christie (1915)
- Mrs. Plum's Pudding, regia di Al E. Christie (1915)
- Almost Divorced, regia di Al E. Christie  (1917)
- So Long Letty, regia di Al Christie (1920)
- Court Plaster, regia di Gilbert Pratt (1924)
- Reckless Romance, regia di Scott Sidney (1924)
- The Carnation Kid, regia di E. Mason Hopper e Leslie Pearce (1929)